# Debrah Ann Miceli
Debrah Ann Miceli (* 9. Februar 1964 in Mailand) ist eine italienisch-US-amerikanische Monstertruck-Fahrerin und ehemalige Wrestlerin. Sie ist vor allem unter ihren Pseudonymen Madusa und Alundra Blayze bekannt. Ihre größten Erfolge sind der dreimalige Gewinn der WWF Women’s Championship, der einmalige Gewinn der AWA World Women’s Championship sowie die Aufnahme in die Hall of Fame der WWE im Jahr 2015.

## Privat
Debrah Ann Miceli wurde in Mailand geboren, wuchs aber elternlos in verschiedenen Heimen und Pflegefamilien in Minneapolis auf. In ihrer Kindheit und Jugend war sie Turnerin und Leichtathletin. Anschließend begann sie mit dem Wrestling und wurde unter anderem von Eddie Sharkey und Brad Rheingans trainiert.
Im Juni 1997 lernte sie den NFL-Spieler Ken Blackman kennen, den sie am 14. Januar heiratete. Das Paar lebte in Cincinnati und Homosassa, Florida. Zusammen eröffneten sie einen Laden für Motorräder. Zu ihren Kunden gehörten unter anderem die NFL-Spieler Kimo von Oelhoffen, Darnay Scott, Bradford Banta und Dan Wilkinson. Das Paar trennte sich jedoch später. Seit dem 25. Juni 2011 ist sie mit einem Sergeant Major der United States Army verheiratet. Das Paar lebt in Memphis.

## Wrestling-Karriere

### American Wrestling Association (1986–1989)
1984, im Alter von 20 Jahren, begann Debrah Ann Miceli ihre Wrestling-Karriere im Independent-Markt, wo sie für fünf Dollar pro Match antrat. 1986 kam sie zur American Wrestling Association (AWA), wo sie als Madusa Miceli antrat („Madusa“ war ein Wortspiel mit Medusa und stand als Akronym für „Made in the USA“). Ihre erste Fehde hatte sie mit Sherri Martel. Als diese die AWA verließ, löste Miceli sie als Managerin von Kevin Kelly ab. Am 27. Dezember 1987 durfte sie die AWA World Women’s Championship in einem Turnierfinale gegen Candi Devine gewinnen. Sie verlor den Titel fast ein Jahr später an Wendi Richter. Während dieser Zeit trat sie auch als Managerin von Curt Hennig auf. Anschließend folgte einige Zeit im Stable Diamond Exchange um Diamond Dallas Page und das Tag-Team Badd Company. Gemeinsam mit Badd Company trat sie beim einzigen AWA-Pay-per-View SuperClash III an, wo es auch um den Women’s Championship ging. 1988 wurde Miceli als erste weibliche Wrestlerin mit dem Rookie of the Year-Award von Pro Wrestling Illustrated ausgezeichnet.

### All Japan Pro Wrestling (1989–1991)
1989 ging Miceli für eine sechswöchige Tour nach Japan. Dort durfte sie den IWA-Women’s-Titel von Chigusa Nagayo gewinnen, um ihn am nächsten Tag wieder zu verlieren. In Japan gefiel es ihr so gut, dass sie zwei Jahre dort blieb und neben dem japanischen Wrestling-Stil auch Erfahrungen im Muay Thai, im Boxen sowie im Kickboxen sammelte. Sie war die erste ausländische Wrestlerin, die einen Drei-Jahres-Vertrag bei All Japan Women’s Pro-Wrestling unterschrieb. Des Weiteren war sie für die TWA tätig, wo sie ihre ersten Kämpfe mit ihrer langjährigen „Rivalin“ Luna Vachon hatte.

### World Championship Wrestling (1991–1993)
1991 kehrte sie in die Vereinigten Staaten zurück, wo sie bei World Championship Wrestling unterschrieb. Zusammen mit Paul E. Dangerously baute sie das Stable Dangerous Alliance auf. Dort war sie die Begleitung von Rick Rude, wurde aber bei Halloween Havoc 1992 aus dem Stable entlassen und hatte bei Clash of the Champions ein Match gegen Dangerously, den sie besiegen durfte. Es war jedoch ihr einziger Auftritt als Einzelwrestlerin.

### World Wrestling Federation (1993–1995)

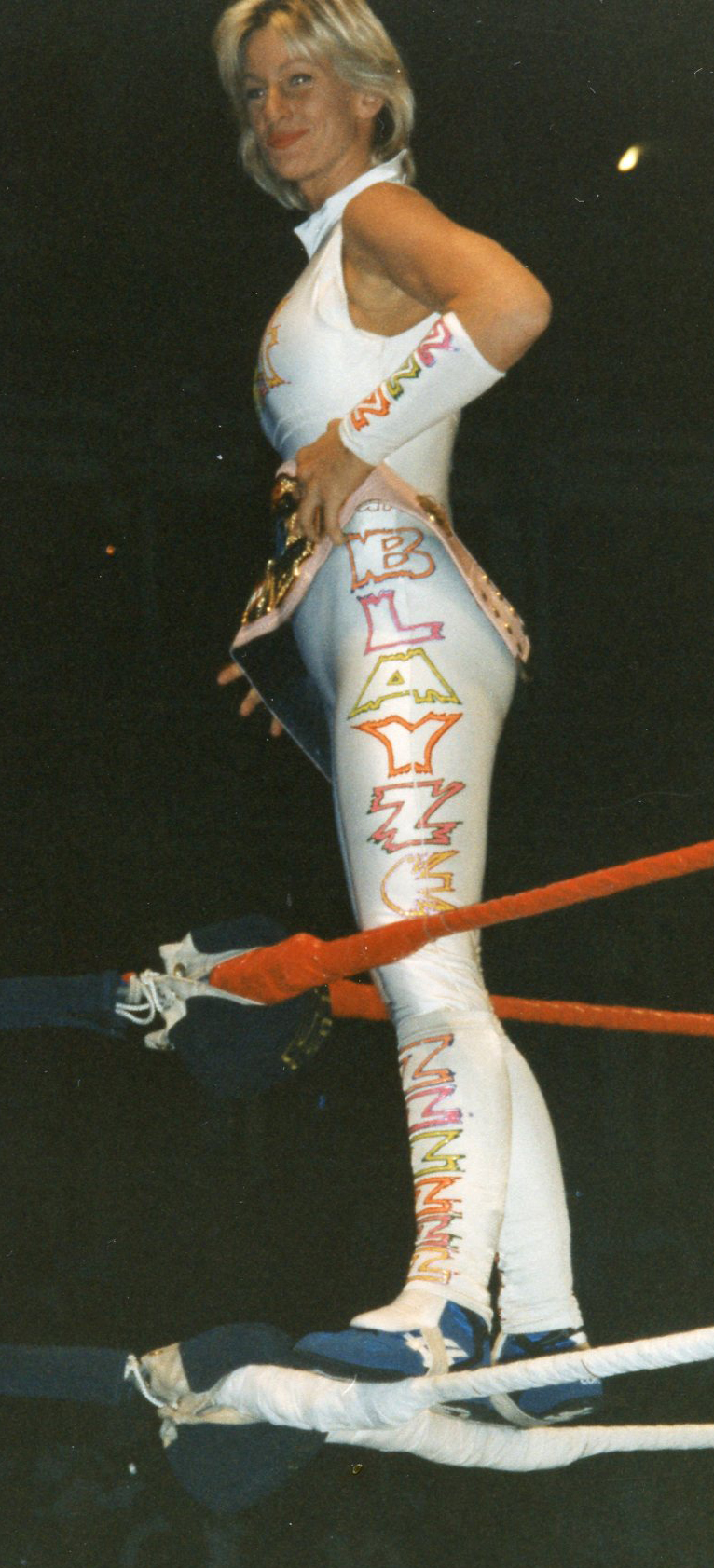
Women’s Champion Alundra Blayze im Juni 1995.

1993 nahm die World Wrestling Federation (WWF, heute WWE) Micelli als Zugpferd für ihre Women’s Division, nachdem man die seit 1990 ruhende Women’s Championship reaktiviert hatte. WWF-Besitzer Vince McMahon gab ihr den neuen Ringnamen Alundra Blayze, da er nicht bereit war, die Rechte am „Madusa“-Namen zu erwerben.
Das erste Mal gewann sie den Women’s-Champion-Titel am 13. Dezember 1993. Dafür besiegte sie Heidi Lee Morgan in einem Turnierfinale. Blayze trat in der Folgezeit gegen Bull Nakano an. Beim SummerSlam 1994 durfte sie die japanische Wrestlerin zwar besiegen, verlor den Titel dann allerdings am 20. November 1994 bei der von  All Japan Women’s Pro Wrestling organisierten Großveranstaltung Big Egg Wrestling Universe im Tokyo Dome.
Am 3. April 1995 gewann sie den Titel bei Monday Night Raw zurück. Nach dem Sieg wurde sie von Bertha Faye attackiert und ihr (im Sinne der Storyline) die Nase gebrochen. Vermutlich benötigte sie die freie Zeit für eine Brustvergrößerung und eine Nasenkorrektur. Im August 1995 kehrte Blayze zurück in den Ring und verlor beim SummerSlam ihren Titel gegen Faye. Zwei Monate später gewann sie den Titel wieder zurück. Während ihrer dritten Regentschaft geriet die WWF jedoch in finanzielle Schwierigkeiten. Miceli, die Ende November ihr letztes Match bestritt, wurde im Monat darauf als amtierende Titelträgerin aus ihrem Vertrag entlassen.

### Rückkehr zur WCW (1995–2001)
Noch im Dezember unterschrieb Miceli einen Vertrag mit der WCW. Am 18. Dezember trat sie bei einer Folge von Monday Nitro auf und warf in Anwesenheit von Eric Bischoff den WWF-Titelgürtel, den sie noch in ihrem Besitz hatte, in den Müll. Dieser Schritt, zu dem sie sich von Bischoff genötigt fühlte, sorgte dafür, dass Miceli mehr als 20 Jahre auf der schwarzen Liste der WWF stand.
In der WCW trat sie wieder als Madusa an. Dort konnte sie auch wieder ihre Fehde mit Bull Nakano weiterführen. Anschließend kämpfte sie um den neu gegründeten WCW Women’s Championship, unterlag aber gegen Akira Hokuto, die ein Turnier um den neuen Titel gewann. Bei The Great American Bash 1997 durfte sie erneut um den Titel antreten, unterlag aber in einem Title vs. Career Match und machte anschließend eine fast zweijährige Pause.
1999 kehrte sie zurück und trat dem von Macho Man Randy Savage gegründeten Stable „Team Madness“ bei. Anschließend durfte sie wenig erfolgreich um den WCW Champion-Titel antreten. Danach wurde sie Managerin von Evan Karagias. In der Storyline gewann dieser die WCW World Cruiserweight Championship und flirtete anschließend mit den Nitro Girls. Dabei wurde er von Madusa erwischt. In einem Match gegen ihn bei der Veranstaltung Starcade gewann sie als erste Frau den Cruiserweight-Titel. Diesen durfte sie bis zum 16. Januar 2000 halten, als sie ihn bei WCW Souled Out gegen Oklahoma verlor.
Hinter den Kulissen wurde sie Trainerin des WCW Power Plant, der Wrestling-Schule der Promotion. In den letzten Monaten der WCW fehdete sie mit Torrie Wilson und Shane Douglas. Ein Match bei Fall Brawl, bei dem sie einen harten Bump einstecken musste, war gleichzeitig ihr letztes Match für die WCW.
Als bekannt wurde, dass Vince McMahon die WCW übernehmen würde, beschloss sie, aus ihrem Vertrag auszusteigen und verließ das Wrestling-Business ganz.

### Rückkehr zur WWE (seit 2015)
Nachdem die Differenzen mit der WWE beseitigt waren, wurde Miceli 2015 in die WWE Hall of Fame aufgenommen. Die Ansprache hielt Natalya. Während der folgenden Rede wurde der WWE Women’s Belt symbolisch aus einer Mülltonne befreit.
Anschließend war sie in mehreren Shows zu sehen. So hatte sie einen Gastauftritt bei Wrestlemania 2015 und trat am 27. Januar 2016 bei Table for 3 zusammen mit Ivory und Molly Holly auf. Im September 2017 veröffentlichte das WWE Network den Dokumentarfilm TrailBlayzer, der sich mit ihrer gesamten Karriere beschäftigt.

## Außerhalb des Wrestlings
Noch während ihrer aktiven Zeit als Wrestlerin trainierte sie unter Dennis Anderson als Monster-Truck-Fahrerin. Das erste Mal trat sie 1999 im Trans World Dome an. Kurz darauf kaufte sie ihren eigenen Truck, den sie nach ihrem Künstlernamen MadUSA benannte, dessen Rechte sie immer noch besaß. Ihre aktive Karriere begann dann mit dem Ende ihrer Wrestling-Karriere, zunächst bei Freestyle-Veranstaltungen, dann auch bei professionellen Wettkämpfen. 2004 war sie Zweite bei den Monster Jam World Finals, 2005 konnte sie das Turnier für sich entscheiden, womit sie die erste Frau wurde, die das Turnier gewann. Im gleichen Jahr war sie auch die einzige weibliche Teilnehmerin.
2008 wurde sie Executive Vice President der Major League of Monster Trucks.

## Wrestling-Erfolge
- World Wrestling Federation/Entertainment
  - Hall of Fame (Class of 2015)
  - WWE Women’s Championship (3×)[26]
  - WWE 24/7 Championship (1×)

- World Championship Wrestling
  - WWE Cruiserweight Championship (1×)

- American Wrestling Association
  - AWA World Women’s Championship (1×)

- All Japan Women’s Pro-Wrestling
  - IWA World Women’s Championship (2×)
  - Tag League the Best (mit Mitsuko Nishiwaki 1989)[27]

- International World Class Championship Wrestling
  - IWCCW Women’s Championship (1×)

## Erfolge im Motorsport
- United States Hot Rod Association
  - USHRA Monster Jam World Finals Freestyle Co-Championship (2004)
  - USHRA Monster Jam World Finals Racing Championship (2005)